# Karim Ben Mansur
Karim Ben Mansur (* 1995 in Hamburg) ist ein deutscher Schauspieler und Musicaldarsteller.

## Leben
Karim Ben Mansur begann seine künstlerische Karriere bereits in jungen Jahren mit der Rolle des jungen Simba im Musical Der König der Löwen, die er von 2003 bis 2007 im Theater im Hafen in Hamburg spielte.
Nach der Schule absolvierte er von 2013 bis 2016 seine Ausbildung in Schauspiel, Gesang und Tanz an der Joop van den Ende Academy in Hamburg, für die er ein Vollstipendium erhielt.
2016 gastierte er als Double J in Saturday Night Fever bei den Freilichtspielen Tecklenburg. Anschließend wurde er als Ensemblemitglied und Zweitbesetzung für die Rolle des Polizisten Eddie Fritzinger in Sister Act an das Theater des Westens in Berlin engagiert. Im Deutschen Theater in München übernahm Karim Ben Mansur 2017 die Erstbesetzung der Rolle des Eddie. 2018 gastierte er am Staatstheater am Gärtnerplatz in München als Jimmy im Musical Priscilla. An den Vereinigten Bühnen Wien trat er 2018/19 als Pablo Garcia in I Am from Austria auf.
In der 8. Staffel der ZDF-Fernsehserie Bettys Diagnose (2022) übernahm er eine Episodenhauptrolle als Fitness-Influencer Tyler Wehner. In der 7. Staffel der ARD-Vorabendserie WaPo Bodensee (2022) war er in einer Episodenhauptrolle als tatverdächtiger Vlogger und „Paleo“-Hasser Janko Reinert zu sehen.
In Lars Beckers Thriller Der Millionen Raub (2023), der seine Premiere auf dem Filmfest Hamburg hatte, spielte Karim Ben Mansur die Hauptrolle des kriminellen Geldfahrers Omar Abdallah.
Karim Ben Mansur lebt in Hamburg.

## Filmografie (Auswahl)
- 2019: I Am from Austria (Aufführungsmitschnitt)
- 2020: #heuldoch – Therapie wie noch nie (Fernsehserie)
- 2022: Bettys Diagnose: Umdenken (Fernsehserie, eine Folge)
- 2022: WaPo Bodensee: Paleo Girl (Fernsehserie, eine Folge)
- 2023: Der Millionen Raub [sic!] (Fernsehfilm)
- 2025: Helen Dorn: Mordsee (Fernsehreihe)